# ジョン・コーン
ジョン・コーン（John Cone、1974年11月16日 - ）は、アメリカ合衆国のプロレスのレフェリー。ミズーリ州カンザスシティ出身。ハーリー・レイスの下で活動した後、2006年からレフェリーとしてWWEに所属している。
2018年4月8日のレッスルマニアで、コーンの10歳の息子であるニコラス（Nicholas）が、ブラウン・ストローマンと共にWWE RAWタッグチーム王座を取得している。